# Clerodendrum bungei
Clerodendrum bungei este o specie de plante cu flori din familia Lamiaceae. Este nativă în Asia și este adesea crescută în grădini ca arbust ornamental.

## Descriere
Clerodendrum bungei este o specie de arbuști care cresc la o înălțime de până la 2 metri. Frunzele sale sunt cordate, au marginile puternic zimțate, au 10–20 cm în lungime și nu sunt la fel de largi. Florile apar pe la sfârșitul verii, sunt de culoare trandafirie, roz sau roșie intensă spre purpurie și sunt dispuse într-o inflorescență terminală rotunjită, cunoscută sub numele de corimb, care are până la 10 centimetri în diametru. La fel ca la alte specii din genul Clerodendrum, totalitatea sepalelor are cinci lobi. La centrul fiecărei florii se află un tub subțire de circa 3-4 cm în lungime care se termină în cinci lobi albi care se deschid spre exterior.

## Taxonomie
Clerodendrum bungei a fost descoperită în Beijing în anul 1831 de botanistul rus Alexander von Bunge, în timpul lungii sale expediții științifice din Asia de Est. Doi ani mai târziu a descris-o ca C. foetidum, luând în considerare mirosului înțepător al frunzelor sale. Din moment ce acel nume era deja alocat altei specii, botanistul german Ernst Gottlieb von Steudel a redenumit-o în anul 1840 cu numele de C. bungei. Clerodendrum, numele genului, este compus din cuvinte grecești care înseamnă „șansă” și „copac”, în timp ce numele bungei este dat în onoarea lui Alexander von Bunge.

## Răspândire și habitat
Clerodendrum bungei este nativă în China și nordul Indiei. Se găsește și în Taiwan și Vietnam și este introdusă în Japonia, America de Nord și America de Sud. Crește de-a lungul străzilor și în păduri mixte de pe versanți de munte la altitudini mai mici de 2.500 de metri.

## Cultivare
În Texas, C. bungei a evadat din grădini și s-a naturalizat până în Georgia și Florida.